# John Booker
John Alexander Booker (geb. 23. September 1986 in Hayward, Kalifornien, USA) ist ein US-amerikanischer American-Football-Trainer und ehemaliger -Spieler. In der Saison 2023 war er Head Coach der Leipzig Kings in der European League of Football (ELF).

## Spielerkarriere
Nach seiner Zeit in der Hayward High School startete Booker im College als Offensive Lineman der San Jose State Spartans. Er wurde als All-Conference ausgezeichnet. 2008 wurde er von den San Francisco 49ers als Free Agent Rookie verpflichtet, kam aber nicht zum Einsatz.
In der Folge spielte Booker vier Jahre in der Arena Football League. Mit den Spokane Shock sowie den Arizona Rattlers gewann er je ein Mal den ArenaBowl.
Nach zwei Jahren Pause ging Booker zu den Koç Rams im türkischen Istanbul. Es folgten Spielzeiten bei den Trnava Bulldogs in der Slowakei sowie bei den Ufersa Petroleiros in Brasilien.

## Trainerkarriere
Booker spielte seit 2014 bei den Trnava Bulldogs, die in der tschechischen Liga spielten, und begann dort auch als Trainer zu fungieren. 2016 beendete er seine Spielerkarriere und übernahm die Bulldogs als Head Coach. 2017 kehrte er nach Brasilien zurück, zu den Minas Locomotiva. Den Rest des Jahres trainierte er die Wasa Royals in Finnland, mit denen er den Maple Bowl erreichte. 2018 gewann er mit den Koç Rams die türkische Meisterschaft. Mit den Brisbane Rhinos erreichte er 2019 das Finale der Gridiron Queensland League in Australien, welches sie verloren, und wurde als Trainer des Jahres ausgezeichnet. Anschließend wechselte er zu den Bialystok Lowlanders in der polnischen LFA und erreichte mit diesen das Finale. Er ging anschließend zurück zu den Wasa Royals.
Zur Saison 2022 wurde er von den Leipzig Kings als Offensive Coordinator verpflichtet. Nach Ende der Saison wurde er zum Head Coach befördert. Da die Kings zur Mitte der Saison 2023 den Spielbetrieb einstellen mussten und ihnen in Verbindung damit die Teilnahmelizenz an der Liga entzogen wurde, verlor Booker dementsprechend auch seine dortige Trainerstelle.